# Pinotage
Le pinotage est un cépage de cuve noir créé par Abraham Perold en 1925, alors chercheur de l'université de Stellenbosch en Afrique du Sud. Il s'agit d'un croisement du pinot noir avec le cinsault (cinsault auparavant appelé hermitage, d'où le mot pinotage, contraction des mots pinot et hermitage).
Particulièrement adapté à son terroir d'origine, il a séduit certains viticulteurs par sa maturité précoce.

## Création du cépage
Abraham Izak Perold cherchait à adapter le pinot noir au climat sud-africain, ce qui l'a amené à tester le croisement avec le cépage cinsault. Le cépage hybride obtenu se cultive facilement mais sa vinification exige un savoir-faire particulier.
Le vin du nouveau vignoble est mis en bouteille pour la première fois en 1953. Il représente un réel marquage identitaire même si le succès n’est pas immédiatement au rendez-vous.

## Qualité
Les œnologues apprécient le moelleux qui vient au fil des ans arrondir le fruité des premières années. La robe est profonde et l'arôme habillée de saveurs d'épices.
Le pinotage peut se garder au moins dix ans, révélant alors des arômes de fruit sec et des accents tannés. Du zinfandel auquel on le compare d'abord, il se rapproche plus tard des complexités de l'Amarone della Valpolicella.

## Notoriété
La première mise en bouteille date de 1953. Ce sont les domaines de Bellevue et Kanonkop qui vont participer à la notoriété du pinotage. Bellevue remporte en 1960 le titre de meilleur vin au " General smuts trophy" alors le concours le plus prestigieux pour les vins sud-africains.
Avec la fin de l'apartheid en 1994, l’accès au marché mondialisé du vin va notamment engendrer un  boom viticole. L’accent est mis sur la qualité des vins, de nouveaux cépages sont importés et l’encépagement rouge passe de 20 % en 1997 à plus de 45 % en 2017.
Le pinotage est  remis au goût du jour, même s’il reste, dans un premier temps, minoritaire. On l’utilise aussi  dans des assemblages nommés « Cape blend » avec le cabernet sauvignon, la  syrah ou le merlot. Il connaît une reconnaissance mondiale presque 40 ans après sa création  grâce au trophée du meilleur vin rouge reçu par le pinotage de Kanonkop au concours international des vins et spiritueux de Londres en 1991. Les vins rouges et rosés, tranquilles et effervescents, élaborés à partir du pinotage sont maintenant l’une des grandes fiertés des vignerons sud-africains.
Des vignerons de Californie, du Canada, d'Australie et de Nouvelle-Zélande cultivent aujourd'hui le pinotage et le vin sud-africain est distribué dans de nombreux pays du monde.

## Production 2018 en Afrique du sud
- 6 791 ha plantés principalement à Stellenbosch, Paarl et Swartland, soit 7,3 % de la surface totale du vignoble.
- 47 310 hectolitres pour le marché intérieur.
- 169 475 hectolitres exportés.